# Stenalcidia circumfumata
Stenalcidia circumfumata là một loài bướm đêm trong họ Geometridae.